# Église Saint-Cyriaque de Landersheim
Pour les articles homonymes, voir Saint-Cyriaque.
L'église Saint-Cyriaque, située dans le village de Landersheim, dans le Bas-Rhin, est une église destinée au culte catholique datant du XVIIIe siècle.

## Histoire
Il semble qu'une chapelle, dédiée à saint Ulrich, existe au XIIIe siècle à Landersheim. Une première église, placée sous le vocable de saint Cyriaque, est détruite au début du XVIIIe siècle. La nef actuelle date de 1768, selon un Visitationsbericht de 1893. Le clocher, avec son toit en bâtière, demeure le seul témoin de l'édifice du XIVe siècle. Il s'agit d'une tour massive, dans laquelle on peut distinguer des meurtrières destinées à la défense. Le clocher reste le prototype des constructions du Moyen Âge, comme tant d'autres dans le Kochersberg. 
Une plaque mortuaire, dans le chœur de l'église, cite Daniel Lucas von Weinemer, grand bienfaiteur de la paroisse, mort en 1723. Restauré en 1983, l'édifice possède un magnifique autel baroque du XVIIIe siècle, ainsi que trois statues et un christ des XVIIe et XVIIIe siècles.
Pendant la Révolution, l'arrestation du prêtre réfractaire Holder est rapportée ainsi : « Au plus fort de la tourmente révolutionnaire, M. Holder affrontant tous les dangers, resta dans sa paroisse, administrant les saints sacrements, réconciliant les pécheurs et adoucissant aux moribonds le passage de l'éternité... Il se rendit de grand matin à l'église pour y dire la messe ; tous les habitants heureux de pouvoir assister au saint sacrifice étaient là, priant avec ferveur. Tout à coup, la porte de l'église s'ouvre avec fracas. Une vingtaine d'hommes, le sabre au poing, se précipitent vers l'autel ; le chef de la bande monte les marches, frappe avec la main sur l'épaule du célébrant et lui dit : “ Je t'arrête au nom de la loi. ” M. Holder, à peine ému, demande la permission d'achever : prière inutile. On lui arrache les ornements sacrés, on lui lie les mains derrière le dos, et, au milieu des huées et des imprécations, on l'entraîne à la prison de Willgottheim. Je tiens ces détails de la bouche d'un vieillard de Landersheim... Il servait la messe de M. Holder au moment de son arrestation.
Quelques heures plus tard, le prêtre chargé de fers fut conduit aux prisons de Strasbourg et condamné à la déportation. Selon le procès-verbal de la gendarmerie du 30 fructidor an VI (16 septembre 1798), on lui reprochait de prêcher la haine contre la Constitution et le gouvernement, il ne cessait de provoquer à la persécution les acquéreurs de biens nationaux et son influence sur la conscience timorée des crédules habitants des campagnes est un sujet d'alarme pour la tranquillité intérieure. » Après son retour d'exil, M. Holder reprend l'administration des paroisses de Willgottheim et Landersheim,.

## Ameublement intérieur
L'orgue Wetzel, à traction mécanique, comporte huit jeux. Datant du début du XIXe siècle, il est restauré en 1970. 

## Le cimetière
Le cimetière de Landersheim entoure l'église. Le mur de l'enclos est refait vers 1985 et, à l'est, des éléments anciens du chaperon sont conservés. De nombreux monuments funéraires anciens sont détruits et, parmi les rares ayant échappé à la destruction, relevons ceux qui sont encastrés dans le mur et celui conservé dans le mur d'enclos de la ferme Nonnenmacher.